# Episodi di Holby City (settima stagione)
La settima stagione della serie televisiva Holby City è stata trasmessa in anteprima nel Regno Unito da BBC One tra il 19 ottobre 2004 e l'11 ottobre 2005.
| nº | Titolo originale               | Titolo italiano | Prima TV UK       | Prima TV Italia |
| -- | ------------------------------ | --------------- | ----------------- | --------------- |
| 1  | Happy Families                 |                 | 19 ottobre 2004   |                 |
| 2  | Best Intentions                |                 | 26 ottobre 2004   |                 |
| 3  | Win Some, Lose Some            |                 | 2 novembre 2004   |                 |
| 4  | Braver Soul Than I             |                 | 9 novembre 2004   |                 |
| 5  | One Is the Loneliest Number    |                 | 16 novembre 2004  |                 |
| 6  | A Sense of Guilt               |                 | 23 novembre 2004  |                 |
| 7  | Moment of Truth                |                 | 30 novembre 2004  |                 |
| 8  | Playing with Fire              |                 | 7 dicembre 2004   |                 |
| 9  | A Good Day to Bury Bad News    |                 | 14 dicembre 2004  |                 |
| 10 | Elf and Happiness              |                 | 21 dicembre 2004  |                 |
| 11 | Casualty @ Holby City (Part 2) |                 | 28 dicembre 2004  |                 |
| 12 | 7 Days Later                   |                 | 4 gennaio 2005    |                 |
| 13 | Actions Speak Louder           |                 | 11 gennaio 2005   |                 |
| 14 | Overload                       |                 | 18 gennaio 2005   |                 |
| 15 | War and Peace                  |                 | 25 gennaio 2005   |                 |
| 16 | Live and Let Die               |                 | 1º febbraio 2005  |                 |
| 17 | Thin Ice                       |                 | 8 febbraio 2005   |                 |
| 18 | Stick or Twist                 |                 | 15 febbraio 2005  |                 |
| 19 | Chain Reaction                 |                 | 22 febbraio 2005  |                 |
| 20 | Another Car Wreck              |                 | 1º marzo 2005     |                 |
| 21 | Awakenings                     |                 | 8 marzo 2005      |                 |
| 22 | Total Recall                   |                 | 15 marzo 2005     |                 |
| 23 | Love and Marriage              |                 | 22 marzo 2005     |                 |
| 24 | Be Careful What You Wish For   |                 | 29 marzo 2005     |                 |
| 25 | Shock to the Heart             |                 | 5 aprile 2005     |                 |
| 26 | The Honeymoon Is Over          |                 | 12 aprile 2005    |                 |
| 27 | It's Kinda Rock 'n' Roll       |                 | 19 aprile 2005    |                 |
| 28 | Not Just a River in Egypt      |                 | 26 aprile 2005    |                 |
| 29 | Damage Limitation              |                 | 3 maggio 2005     |                 |
| 30 | No Pain, No Gain...            |                 | 10 maggio 2005    |                 |
| 31 | Losing Control                 |                 | 17 maggio 2005    |                 |
| 32 | Something in the Air           |                 | 24 maggio 2005    |                 |
| 33 | Love, Life and Loss            |                 | 31 maggio 2005    |                 |
| 34 | Patience                       |                 | 7 giugno 2005     |                 |
| 35 | Pleasant Surprises             |                 | 14 giugno 2005    |                 |
| 36 | If It Ain't Broke              |                 | 21 giugno 2005    |                 |
| 37 | Rat Race                       |                 | 28 giugno 2005    |                 |
| 38 | Tuesday's Child                |                 | 5 luglio 2005     |                 |
| 39 | Ostrich Mode                   |                 | 12 luglio 2005    |                 |
| 40 | Home Is Where the Hurt Is      |                 | 19 luglio 2005    |                 |
| 41 | Best Laid Plans                |                 | 26 luglio 2005    |                 |
| 42 | Soft Centred                   |                 | 2 agosto 2005     |                 |
| 43 | Dignity                        |                 | 10 agosto 2005    |                 |
| 44 | The Innocents (Part 1)         |                 | 16 agosto 2005    |                 |
| 45 | The Innocents (Part 2)         |                 | 23 agosto 2005    |                 |
| 46 | Thinking Outside the Box       |                 | 30 agosto 2005    |                 |
| 47 | View from the Sideline         |                 | 6 settembre 2005  |                 |
| 48 | Great Expectations             |                 | 13 settembre 2005 |                 |
| 49 | Family Planning                |                 | 20 settembre 2005 |                 |
| 50 | All the Perfumes of Arabia     |                 | 27 settembre 2005 |                 |
| 51 | Days of Repentance             |                 | 4 ottobre 2005    |                 |
| 52 | Doing the Right Thing          |                 | 11 ottobre 2005   |                 |